# Liste des orgues du Centre-Val de Loire protégés aux monuments historiques
Cet article recense les orgues protégés aux monuments historiques dans le Centre-Val de Loire en France.

## Liste
| Orgue                                                  | Département    | Commune              | Édifice                                                  | Référence | Année     | Protection | Illus. |
| ------------------------------------------------------ | -------------- | -------------------- | -------------------------------------------------------- | --- | --------- | ---------- | ------ |
| Orgue de tribune partie instrumentale                  | Cher           | Bengy-sur-Craon      | Église Saint-Pierre de Bengy-sur-Craon                   | « PM18000517 », notice no PM18000517 « PM18000518 », notice no PM18000518                                      | 2003      | Inscrit    |        |
| Orgue de tribune buffet, partie instrumentale          | Cher           | Bourges              | Cathédrale Saint-Étienne de Bourges                      | « PM18000043 », notice no PM18000043 « PM18000519 », notice no PM18000519 « PM18000060 », notice no PM18000060 | 1862      | Classé     |        |
| Orgue de tribune partie instrumentale                  | Cher           | Châteauneuf-sur-Cher | Basilique Notre-Dame-des-Enfants de Châteauneuf-sur-Cher | « PM18000520 », notice no PM18000520 « PM18000173 », notice no PM18000173                                      | 1976      | Classé     |        |
| Orgue de tribune buffet                                | Cher           | Saint-Amand-Montrond | Église Saint-Amand de Saint-Amand-Montrond               | « PM18000322 », notice no PM18000322 « PM18000521 », notice no PM18000521                                      | 1963      | Classé     |        |
| Orgue de tribune buffet                                | Eure-et-Loir   | Chartres             | Cathédrale Notre-Dame de Chartres                        | « PM28000084 », notice no PM28000084 « PM28000968 », notice no PM28000968                                      | 1840      | Classé     |        |
| Orgue de tribune partie instrumentale                  | Eure-et-Loir   | Dreux                | Chapelle royale de Dreux                                 | « PM28000969 », notice no PM28000969 « PM28000296 », notice no PM28000296                                      | 1980      | Classé     |        |
| Orgue de tribune buffet, partie instrumentale          | Eure-et-Loir   | Dreux                | Église Saint-Pierre de Dreux                             | « PM28000972 », notice no PM28000972 « PM28000970 », notice no PM28000970 « PM28000971 », notice no PM28000971 | 1906      | Classé     |        |
| Orgue de tribune partie instrumentale                  | Indre          | Argenton-sur-Creuse  | Église Saint-Sauveur d'Argenton-sur-Creuse               | « PM36000374 », notice no PM36000374 « PM36000375 », notice no PM36000375                                      | 2002      | Classé     |        |
| Orgue de tribune buffet                                | Indre          | Levroux              | Collégiale Saint-Sylvain de Levroux                      | « PM36000132 », notice no PM36000132 « PM36000376 », notice no PM36000376                                      | 1908      | Classé     |        |
| Orgue de tribune buffet, partie instrumentale          | Indre-et-Loire | Bléré                | Église Saint-Christophe de Bléré                         | « PM37001346 », notice no PM37001346 « PM37001345 », notice no PM37001345 « PM37001147 », notice no PM37001147 | 1996      | Inscrit    |        |
| Orgue de tribune partie instrumentale                  | Indre-et-Loire | Château-Renault      | Église Saint-André de Château-Renault                    | « PM37001102 », notice no PM37001102 « PM37000128 », notice no PM37000128                                      | 1982      | Classé     |        |
| Orgue partie instrumentale                             | Indre-et-Loire | Monts                | Château de Candé                                         | « PM37001093 », notice no PM37001093 « PM37001094 », notice no PM37001094                                      | 1993      | Classé     |        |
| Orgue de tribune partie instrumentale                  | Indre-et-Loire | Noizay               | Église Saint-Prix de Noizay                              | « PM37001095 », notice no PM37001095 « PM37001096 », notice no PM37001096                                      | 1992      | Inscrit    |        |
| Orgue de tribune partie instrumentale                  | Indre-et-Loire | Richelieu            | Église Notre-Dame-de-l'Assomption de Richelieu           | « PM37001097 », notice no PM37001097 « PM37000662 », notice no PM37000662                                      | 1990      | Classé     |        |
| Orgue de tribune buffet, partie instrumentale          | Indre-et-Loire | Tours                | Cathédrale Saint-Gatien de Tours                         | « PM37000641 », notice no PM37000641 « PM37001098 », notice no PM37001098 « PM37000526 », notice no PM37000526 | 1862      | Classé     |        |
| Orgue de tribune orgue                                 | Indre-et-Loire | Tours                | Chapelle de l'hôpital Bretonneau                         | « PM37001348 », notice no PM37001348                                                                           | 2006      | Classé     |        |
| Orgue de tribune partie instrumentale                  | Indre-et-Loire | Tours                | Église Saint-Saturnin de Tours                           | « PM37001099 », notice no PM37001099 « PM37000549 », notice no PM37000549                                      | 1984      | Classé     |        |
| Orgue de tribune partie instrumentale                  | Indre-et-Loire | Tours                | Église Saint-Symphorien de Tours                         | « PM37001347 », notice no PM37001347 « PM37000552 », notice no PM37000552                                      | 1984      | Classé     |        |
| Orgue de tribune partie instrumentale                  | Indre-et-Loire | Vernou-sur-Brenne    | Église de la Sainte-Trinité de Vernou-sur-Brenne         | « PM37001100 », notice no PM37001100 « PM37001101 », notice no PM37001101                                      | 2003      | Inscrit    |        |
| Orgue de tribune partie instrumentale                  | Loiret         | Auxy                 | Église Saint-Martin d'Auxy                               | « PM44000884 », notice no PM44000884 « PM45000029 », notice no PM45000029                                      | 1984      | Classé     |        |
| Orgue de tribune partie instrumentale                  | Loiret         | Beaune-la-Rolande    | Église Saint-Martin de Beaune-la-Rolande                 | « PM45000961 », notice no PM45000961 « PM45000769 », notice no PM45000769                                      | 1992      | Classé     |        |
| Orgue de tribune partie instrumentale                  | Loiret         | Châtillon-Coligny    | Église Saint-Pierre de Châtillon-Coligny                 | « PM45000962 », notice no PM45000962 « PM45000963 », notice no PM45000963                                      | 1992      | Inscrit    |        |
| Orgue à cylindres orgue                                | Loiret         | Courtemaux           | Église Saint-Georges de Courtemaux                       | « PM45000964 », notice no PM45000964                                                                           | 2004      | Classé     |        |
| Orgue de chœur partie instrumentale                    | Loiret         | Cravant              | Église Saint-Martin de Cravant                           | « PM45000965 », notice no PM45000965 « PM45000966 », notice no PM45000966                                      | 2000      | Classé     |        |
| Orgue de tribune buffet, partie instrumentale, tribune | Loiret         | Lorris               | Église Notre-Dame de Lorris                              | « PM45000967 », notice no PM45000967 « PM45000342 », notice no PM45000342 « PM45000968 », notice no PM45000968 | 1903 1971 | Classé     |        |
| Orgue de chœur partie instrumentale                    | Loiret         | Orléans              | Cathédrale Sainte-Croix d'Orléans                        | « PM45000969 », notice no PM45000969 « PM45000485 », notice no PM45000485                                      | 1979      | Classé     |        |
| Orgue de tribune partie instrumentale                  | Loiret         | Orléans              | Cathédrale Sainte-Croix d'Orléans                        | « PM45000970 », notice no PM45000970 « PM45000484 », notice no PM45000484                                      | 1974      | Classé     |        |
| Orgue buffet                                           | Loiret         | Orléans              | Église Saint-Paul d'Orléans                              | « PM45000852 », notice no PM45000852                                                                           | 1942      | déClassé   |        |
| Orgue de tribune buffet, partie instrumentale          | Loiret         | Pithiviers           | Église Saint-Salomon-et-Saint-Grégoire de Pithiviers     | « PM45000571 », notice no PM45000571 « PM45000971 », notice no PM45000971 « PM45000577 », notice no PM45000577 | 1914      | Classé     |        |
| Orgue de tribune buffet, partie instrumentale          | Loir-et-Cher   | Blois                | Cathédrale Saint-Louis de Blois                          | « PM41000029 », notice no PM41000029 « PM41000950 », notice no PM41000950 « PM41000742 », notice no PM41000742 | 1908      | Classé     |        |
| Orgue de tribune partie instrumentale                  | Loir-et-Cher   | Blois                | Église Saint-Nicolas de Blois                            | « PM41000951 », notice no PM41000951 « PM41000952 », notice no PM41000952                                      | 1990      | Classé     |        |
| Orgue de tribune partie instrumentale                  | Loir-et-Cher   | Romorantin-Lanthenay | Église Saint-Étienne de Romorantin-Lanthenay             | « PM41000953 », notice no PM41000953 « PM41000954 », notice no PM41000954                                      | 1986      | Classé     |        |
| Orgue de chœur orgue                                   | Loir-et-Cher   | Vendôme              | Abbaye de la Trinité de Vendôme                          | « PM41000955 », notice no PM41000955                                                                           | 1991      | Classé     |        |
| Orgue de chœur partie instrumentale                    | Loir-et-Cher   | Vendôme              | Église de la Trinité de Vendôme                          | « PM41000645 », notice no PM41000645                                                                           | 1991      | Classé     |        |